# Ilmo Nurmela
Ilmo Olavi Nurmela, född 21 februari 1903 i Vederlax, död 1 januari 1974 i Helsingfors, var en finländsk företagsledare. Han var bror till Tauno Nurmela.
Nurmela blev ekonomie kandidat 1926, var anställd vid en partiaffär i Viborg 1927–1940 och byggde därefter som direktör och styrelseordförande upp den privata minuthandelns inköpscentral Kesko, där han var koncernchef 1957–1968. Han var 1958 finansminister i en kortvarig tjänstemannaministär. Hans memoarer, Taasha myö tavattii, utkom 1974. Han tilldelades bergsråds titel 1959.